# Execuția împăratului Maximilian
Execuția împăratului Maximilian  este o pictură în ulei pe pânză din 1867-1869 a pictorului francez Édouard Manet. Aceasta înfățișează execuția prin împușcare a împăratului Maximilian I al Mexicului, a cărui domnie a fost de scurtă durată. Manet a produs trei mari picturi în ulei, o schiță mai mică în ulei și o litografie a aceluiași subiect. Toate cele cinci lucrări au fost reunite pentru o expoziție la Londra și Mannheim în 1992-1993 și la Museum of Modern Art din New York în 2006.

## Istoria
Maximilian s-a născut în 1832, fiul arhiducelui Francisc Carol al Austriei și al prințesei Sofia de Bavaria. După o carieră în marina austriacă,a fost încurajat de Napoleon al III-lea să devină împărat al Mexicului în urma intervenției franceze în Mexic. Maximilian a sosit în Mexic în mai 1864. S-a confruntat cu o opoziție semnificativă din partea forțelor loiale președintelui destituit Benito Juárez pe tot parcursul domniei sale, iar Imperiul s-a prăbușit după ce Napoleon a retras trupele franceze în 1866.
Maximilian a fost capturat în mai 1867, condamnat la moarte la o curte marțială și executat, împreună cu generalii Miguel Miramón și Tomás Mejía, la 19 iunie 1867.
Manet a susținut cauza republicană, dar a fost inspirat să înceapă lucrul la tablou, puternic influențat de tabloul Trei Mai 1808 al lui Goya. Lucrarea finală, pictată în 1868-1869 este deținută acum de Kunsthalle Mannheim. Pictura este semnată de Manet în colțul din stânga jos, dar poartă data executării lui Maximilian în 1867, în ciuda faptului că a fost pictată în 1868-1869.
Fragmente dintr-o pictură anterioară și mai mare realizat aproximativ în perioada 1867-1868 sunt păstrate de National Gallery din Londra. Părți din acea lucrare au fost probabil tăiate de Manet, dar a fost în mare parte întregită la moartea sa. Alte piese au fost vândute separat după moartea sa. Părțile care au supraviețuit au fost reasamblate de Edgar Degas și au fost cumpărate de Galeria Națională în 1918, apoi separate din nou până în 1979, și în cele din urmă combinate într-o singură pânză în 1992.
O a treia pictură în ulei, neterminată, este deținută de Muzeul de Arte Plastice din Boston, donat de domnul și doamna Frank Gair Macomber în 1930, care l-au cumpărat de la Ambroise Vollard în 1909. O lucrare mult mai mică în ulei, studiul pentru pictura este deținută de Mannheim se află la Ny Carlsberg Glyptotek din Copenhaga.
Lui Manet i s-a refuzat permisiunea de a reproduce litografia în 1869, dar o ediție de 50 de copii a fost produsă în 1884, după moartea sa. Exemple de litografii sunt deținute de Metropolitan Museum of Art din New York și de Clark Art Institute din Williamstown, Massachusetts.
În versiunea din Boston a tabloului, soldații poartă haine și sombrero de republicani mexicani. În versiunea finală din Mannheim, sunt îmbrăcați în haine de front din secolul al XIX-lea, comune mai multor armate la acea vreme, dar Manet a recunoscut ironia că ar putea fi confundate cu ușurință cu hainele soldaților francezi.
Sergentul care poartă o cască roșie seamănă clar cu Napoleon al III-lea (în realitate, execuția a fost prost executată și a fost necesară o lovitură de stat).
Sensibilitățile politice au făcut imposibilă expunerea picturilor sale în Franța în timpul domniei lui Napoleon al III-lea, însă versiunea de la Mannheim a fost expusă la New York și Boston în 1879-1880, adusă acolo de prietena lui Manet, cântăreața de operă Émilie Ambre. Versiunile din Mannheim și Boston au fost expuse împreună la Salonul de Toamnă din 1905. Versiunea din Mannheim a fost achiziționată de Kunsthalle Mannheim în 1910, după ce a fost expusă la Secesiunea berlineză la începutul acelui an.

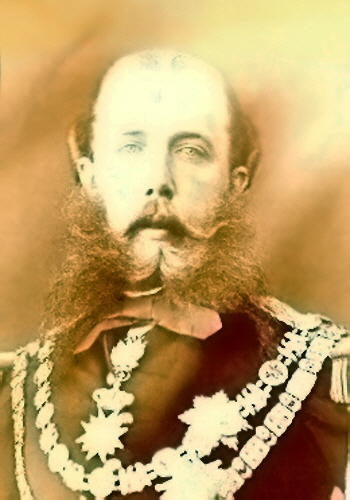
Împăratul Maximilian I al Mexicului, aprox.1865
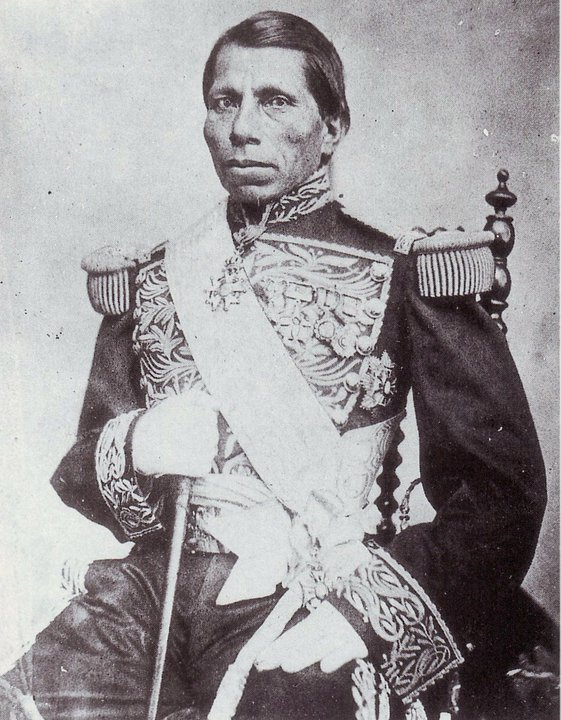
Generalul Tomás Mejía, aprox.1864
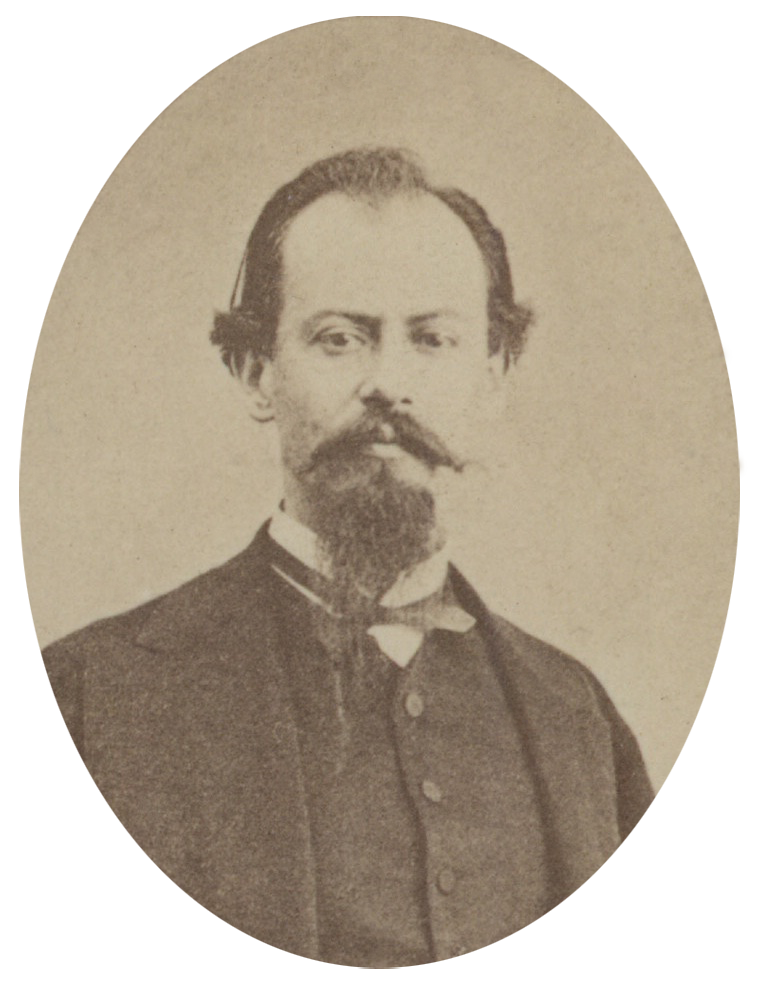
Generalul Miguel Miramón, aprox. anii 1860
Trei Mai 1808.
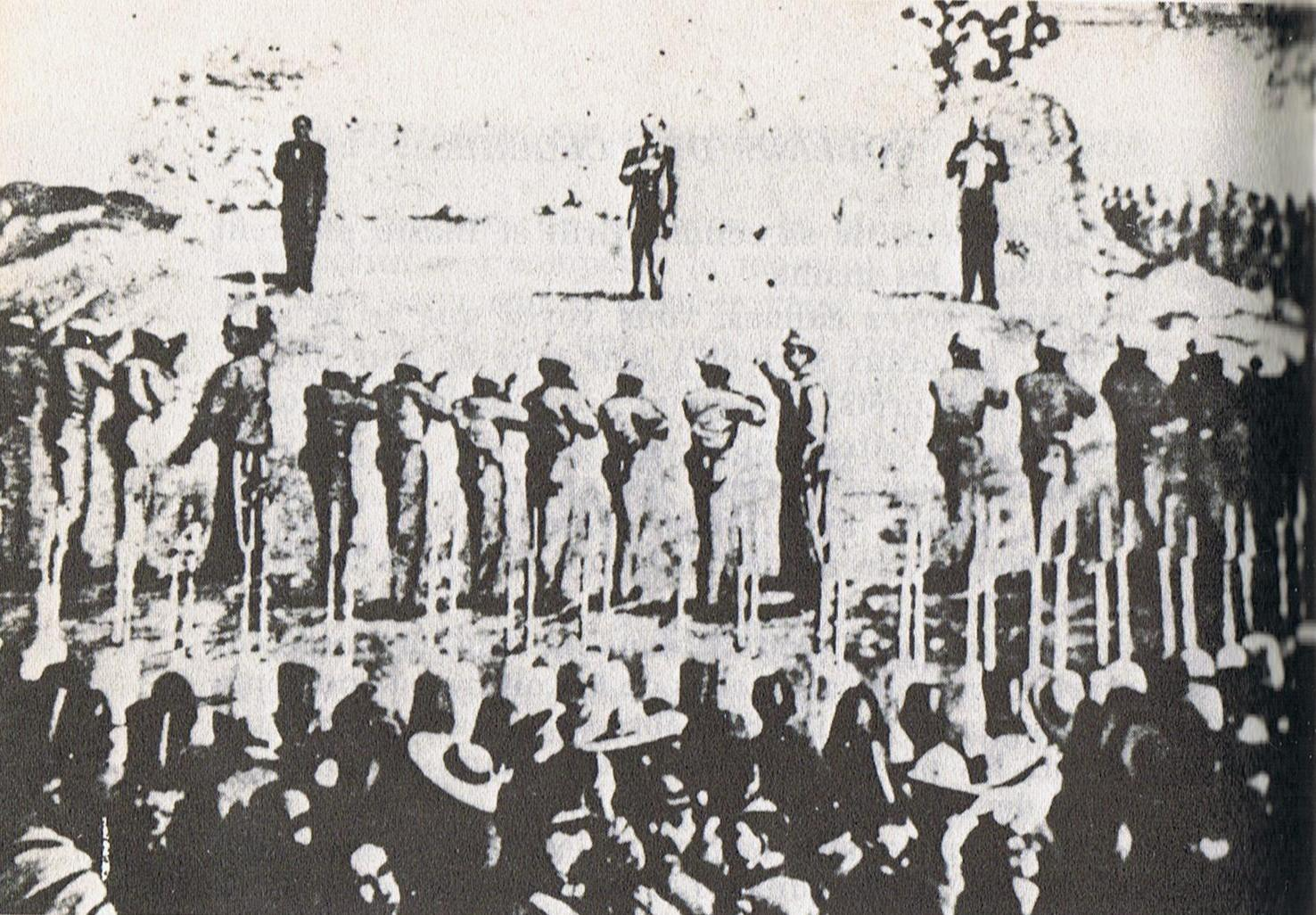
Reconstituirea execuției lui Maximilian (în partea dreaptă a pozei) Miramón (centru) și Mejía (în stânga).